# 1985年バレーボール女子南米選手権
1985年バレーボール女子南米選手権（1985 Women's South American Volleyball Championship）は、1985年にベネズエラのカラカスで開催された、南米バレーボール連盟主催の第16回バレーボール南米選手権女子大会。
出場国は4カ国。ペルーが2大会連続9回目の優勝を飾った。

## 最終結果
| 順位 | 国         |
| ---- | ---------- |
| 1    | ペルー     |
| 2    | ブラジル   |
| 3    | ベネズエラ |
| 4    | コロンビア |